# جائزة النمسا الكبرى 1972
جائزة النمسا الكبرى 1972 هو سباق فورمولا 1 أقيم بتاريخ 13 أغسطس 1972 في ستيفن سبيلبرغ، شتايرمارك، النمسا. كان التاسع من أصل 12 في بطولة العالم لسباقات الفورمولا واحد موسم 1972. حلّ البرازيلي إيمرسون فيتيبالدي أولا بينما جاء النيوزلندي ديني هولم في المركز الثاني وحصل على المركز الثالث الأمريكي بيتر ريفسون.